# Chamat

Chamat (arabe : شامات) est une commune libanaise, du district de Jbeil du gouvernorat du Mont-Liban.